# 小沢邦彦
小沢 邦彦（おざわ くにひこ、1969年11月17日 - ）は、長野県諏訪郡下諏訪町出身のメディカルトレーナー。
下諏訪町立下諏訪中学校時代に全国中学校水泳競技大会で3位、スピードスケートも行っていた。日本大学豊山高等学校に進学を機に水泳に専念しインターハイのメドレーリレーで2位となった。日本大学文理学部体育学科に進学しソウルオリンピック代表を目指したが果たせず大学卒業後、専門学校で指圧や鍼灸を学びつつ東京大学教育学部の研究生にもなった。
1998年にリフレッシュ指圧センターを開業。北島康介の専属トレーナーとしても活動。2000年のシドニー五輪から、アテネ、北京、ロンドン、リオの5大会連続で競泳日本代表チームトレーナーとして帯同。パラ選手や、舞台演劇のトレーナーとして、また「新国立劇場バレエ団」のステージトレーナーとして現在も活動を続けている。